# Justin Roberts
Justin Jason Roberts (* 29. Dezember 1979 in Chicago, Illinois) ist ein US-amerikanischer Ringsprecher und Schauspieler. Bekannt wurde er hauptsächlich durch seine Zeit bei der WWE, wo er als Ringsprecher regelmäßig in deren Wrestling-Shows auftrat. Zurzeit arbeitet Roberts bei All Elite Wrestling.

## Karriere

### Anfänge
Roberts begann als Ringsprecher im Alter von 16 Jahren bei der lokalen professionellen Wrestling-Promotion Pro Wrestling International. Sein erstes Match kündigte er im November 1996 an. Während er zwischen 1998 und 2002 Medienkunst bei der University of Arizona studierte, arbeitete er für unabhängige Promotionen wie die American Wrestling Alliance, All Pro Wrestling und Impact Zone Wrestling. Während dieser Zeit arbeitete er auch für den Toughman Contest.

### World Wrestling Entertainment
2002 wechselte er zur WWE, um dort bei SmackDown aufzutreten. Später wechselte er zu WWE Raw. Außerdem arbeitete er bei WWE Velocity und bis September 2007 bei WWE ECW, bevor er mit SmackDown's Tony Chimel getauscht hat. Den Höhepunkt seiner Karriere erreichte Roberts, als er der Ringsprecher des Main Events bei Wrestlemania XXIV zwischen Edge und The Undertaker am 30. März 2008 war. Außerdem arbeitete er noch als Ringsprecher bei WWE Superstars.
Ab dem 28. September 2009 übernahm Roberts den Posten von Lilian Garcia als Ringsprecher bei Raw, nachdem diese kündigte. Am 7. Juni 2010 wurde er von The Nexus angegriffen, die in der ersten Staffel von WWE NXT angetreten sind. Während dieses Segments wurde Roberts von Daniel Bryan mit seiner eigenen Krawatte stranguliert. Dies führte zu einer Entlassung von Bryan, da die WWE diese Aktion für ihr TV-PG-Programm für zu gewalttätig hielt. Zwei Monate später kehrte Bryan jedoch zu SummerSlam zurück. Bei WrestleMania XXVII arbeitete Roberts als alleiniger Ringsprecher für die ganze Show, außer dem Teil der Hall of Fame 2011, die wie gewohnt von Howard Finkel übernommen wurde.
Roberts wurde am 13. Oktober 2014 überraschend von der WWE entlassen.

### All Elite Wrestling
Seit 2019 arbeitet er bei All Elite Wrestling (kurz: AEW).

## Filmografie
- 1991: Mama, ich und wir zwei (Only the Lonely)
- 1993: Schlaflos in Seattle (Sleepless in Seattle)
- 1993: Blue Chips
- 1995: Stuart Stupid – Eine Familie zum Kotzen (Stuart Saves His Family)
- 1997: Soul Food
- 2006: Jede Sekunde zählt – The Guardian (The Guardian)
- ?: The Jerry Springer Show (Episode ?)[9]
- 2011: Little Murder – Spur aus dem Jenseits (Little Murder)
- 2011: Sedona
- 2015: The Messengers (Fernsehserie)
- 2015: Wrestling Isn't Wrestling